# Théorie de Vapnik-Chervonenkis
 (décembre 2016).
Améliorez-le ou discutez des points à vérifier. 
 (juin 2007).
Si vous disposez d'ouvrages ou d'articles de référence ou si vous connaissez des sites web de qualité traitant du thème abordé ici, merci de compléter l'article en donnant les références utiles à sa vérifiabilité et en les liant à la section « Notes et références ».
La théorie de Vapnik-Tchervonenkis ou Vapnik-Chervonenkis, aussi connue sous le nom de théorie VC, est une théorie mathématique et informatique développée dans les années 1960-1990 par Vladimir Vapnik et Alexey Chervonenkis. C'est une forme de théorie de l'apprentissage automatique, qui tente d'expliquer l'apprentissage d'un point de vue statistique.

## Présentation
La théorie VC est liée à la théorie d'étude statistique. On peut désigner quatre notions importantes[réf. souhaitée] :
- Uniformité des apprentissages, qui correspond à la question : quelles sont les conditions (nécessaires et suffisantes) pour l'uniformité d'un apprentissage basé sur le principe de la minimisation du risque empirique?
- Taux de convergence des apprentissages, qui correspond à la question : Quelle est la vitesse de la convergence de l'apprentissage ?
- Contrôle de la capacité d'apprentissage automatique, qui correspond à la question : comment contrôler le taux de convergence (la capacité de généralisation) de l'apprentissage automatique ?
- Construction des machines à apprentissage automatique, qui correspond à la question : comment créer des algorithmes qui peuvent guider cet apprentissage ?

## Concepts importants et relations avec d'autres domaines
La théorie VC contient des concepts importants tels que la dimension VC et la minimisation structurale du risque. Cette théorie est directement liée à certains sujets mathématiques, comme la théorie des espaces de Hilbert à noyau reproduisant, les réseaux de régularisation, les  noyaux et les processus empiriques.

## Sources
- (en) Cet article est partiellement ou en totalité issu de l’article de Wikipédia en anglais intitulé « Vapnik-Chervonenkis theory » (voir la liste des auteurs).
- (en) V. N. Vapnik, The Nature of Statistical Learning Theory, Springer, 2000, 314 p. (ISBN 978-0-387-98780-4, lire en ligne)